# 褶曲山脈

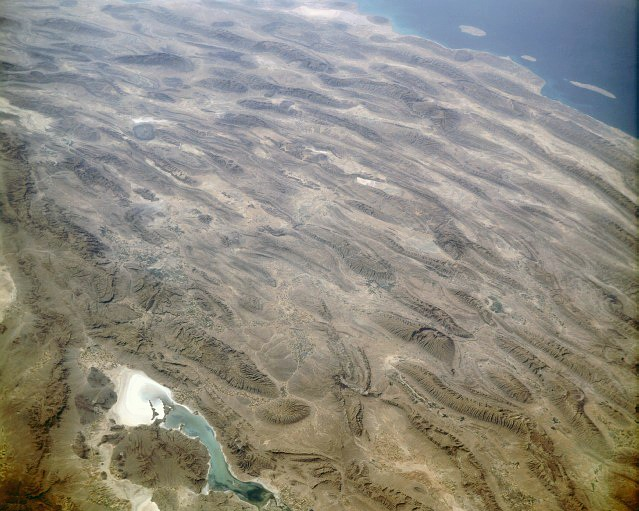
從太空中俯瞰札格羅斯山脈

褶曲山脈（Fold mountains，又稱褶皺山脈）的成因是地殼上部各層的褶皺作用。當兩個板塊在聚合板塊邊緣處相互靠近時，就會形成褶曲山脈。當板塊以及其上的大陸相撞時，堆積的岩層會被褶皺和折疊，如同桌布在桌面上被推擠一般，特别是存在機械上的薄弱層（例如鹽層）的情況下。如此形成的山脈通常會較為狹長。

## 例子
- 汝拉山
- 札格羅斯山脈的「簡單褶皺帶」
- 加納的阿夸皮姆-多哥山脉（英语：Akwapim-Togo ranges）[2]
- 美國東部的阿帕拉契山脈的山脊和山谷（英语：Ridge-and-Valley Appalachians）。

## 外部連結
- 褶曲作用（页面存档备份，存于）